# Peter Bioly
Peter Bioly (* 31. Januar 1879 in Sucho-Danietz; † 6. Juli 1942 in der Tötungsanstalt Hartheim) war ein deutscher römisch-katholischer Geistlicher und Märtyrer.

## Leben
Peter Bioly wurde am 29. Juni 1908 in Prag zum Priester geweiht und im Bistum Leitmeritz eingesetzt. Er war Kaplan in Neudorf bei Plan, Pfarrer und Dechant in Hochlibin und Pfarrer von Želeč/Seltsch (Michelob). Am 18. April 1940 wurde er wegen Polenfreundlichkeit (er sprach von Hause aus polnisch) verhaftet und kam über das Zuchthaus Waldheim und das Gestapo-Gefängnis Karlsbad am 5. Dezember 1941 in das KZ Dachau (Häftlingsnummer 28813). Am 3. Mai 1942 wurde er mit einem Invalidentransport in die Tötungsanstalt Hartheim verlegt und dort am 6. Juli 1942 vergast. Er war 63 Jahre alt.

## Gedenken
Die Römisch-katholische Kirche in Deutschland hat Peter Bioly als Märtyrer aus der Zeit des Nationalsozialismus in das deutsche Martyrologium des 20. Jahrhunderts aufgenommen.